# Жабинцы (Брестская область)
Жа́бинцы (бел. Жабінцы) — деревня в Барановичском районе Брестской области Белоруссии. Входит в состав Городищенского сельсовета. Население — 11 человек (2023).

## География
Расположена в 19 км (31 км по автодорогам) к северо-северо-западу от центра Барановичей, на расстоянии 7 км (10 км по автодорогам) к юго-западу от центра сельсовета, городского посёлка Городище.

## История
Известна с 1577 года.
По переписи 1897 года — деревня Городищенской волости Новогрудского уезда Минской губернии, 41 двор, хлебозапасный магазин и мельница. В 1909 году — 56 дворов.
После Рижского мирного договора 1921 года — в составе Городищенской гмины Барановичского повета Новогрудского воеводства Польши.
С 1939 года — в составе БССР, с конца июня 1941 года до июля 1944 года оккупирована немецко-фашистскими войсками. Разрушено 29 домов.
В 1940–62 годах — в Городищенском районе Барановичской, с 1954 года Брестской области. Затем передана Барановичскому району.
В 2013 году передана из упразднённого Гирмантовского сельсовета в Городищенский.

## Население
По состоянию на 1 января 2023 года в агрогородке проживало 11 человек в 6 хозяйствах, в том числе 0 моложе трудоспособного возраста, 5 — в трудоспособном возрасте и 6 — старше трудоспособного возраста. 
| Численность населения (по переписи) | Численность населения (по переписи) | Численность населения (по переписи) | Численность населения (по переписи) | Численность населения (по переписи) | Численность населения (по переписи) | Численность населения (по переписи) |
| 1897                                | 1909                                | 1921                                | 1959                                | 1999                                | 2009                                | 2019                                |
| ----------------------------------- | ----------------------------------- | ----------------------------------- | ----------------------------------- | ----------------------------------- | ----------------------------------- | ----------------------------------- |
| 338                                 | ↘325                                | ↗333                                | ↘84                                 | ↘30                                 | ↘19                                 | ↘11                                 |